# ドミトル (キエフ大公国)
ドミトル、ドミートリーあるいはドミトロ（ロシア語:Дмитр、ウクライナ語:Дмитро、? - ?）は、1240年のキエフの戦いにおいてキエフの防衛を担った軍事司令官（ヴォエヴォダ）である。
1215年、ハンガリーの王子カールマーン（アンドラーシュ2世の子。この当時ガーリチ公）を長とするハンガリー王国軍と、クラクフ公レシェク1世を長とするポーランド王国軍が、ガーリチに侵攻した。ドミトルはガーリチをめぐって彼らと対立していたダニールと共に防衛戦に参加した。
1240年、第2次モンゴルのルーシ侵攻の最中にダニールがキエフ大公となったが、ダニールは自身の本拠地であるガーリチにこもったまま動かず、キエフに派遣されたドミトルが軍事司令官となった。9月から11月（もしくは12月）にかけて、キエフはモンゴル帝国軍の攻撃を受けた。ドミトルは市民と共にキエフを守備したが、モンゴル軍はキエフを落とすことに成功した。キエフ陥落の後、捕虜となったドミトルは、モンゴル軍の総司令官バトゥに次のような忠告を述べている。「この地に長く留まることなかれ。もし進軍をためらうならば、汝はこの地で組織だった抵抗を受けることになるだろう」。バトゥはこれを聞き、ルーシの地はいかなる場所かを悟ったという。
ドミトルの没年は不明であるが、バトゥに防衛戦での勇敢さを賞賛され、命を助けられた。
この1240年のキエフの陥落をもって、キエフ大公国は滅亡したとみなされている。